# Хайд, Джонни
Джо́нни Хайд (англ. Johnny Hyde; 23 апреля 1895 — 18 декабря 1950) — американский импресарио, строивший карьеру Мэрилин Монро.

## Ранний период
Хайд родился в Российской империи в еврейской семье акробатов под именем Иван Хайдабура, привезён в Соединенные Штаты в апреле 1898 года.

## Карьера
Хайд начинал профессиональную жизнь в качестве жонглёра и акробата. Он стал вице-президентом в офисе агентства William Morris на Западном побережье, в 1930-х и 1940-х годах представлял многих звёзд шоу-бизнеса тех лет. В 1949 году Хайд встретил ещё неизвестную актрису и модель Мэрилин Монро, когда с ней работал голливудский пинап-фотограф Бруно Бернар в Racquet Club Палм-Спрингс. Сделав её клиенткой, он оплатил небольшую пластическую операцию и использовал свои связи, чтобы помочь получить роли в фильмах — Анджелы в «Асфальтовых джунглях» и мисс Кассуэлл в «Все о Еве». Ажиотаж вокруг Монро позволил Хайду сделать её контрактной актрисой студии 20th Century Fox. Всего через несколько дней после заключения контракта Хайд умер от сердечного приступа в возрасте 55 лет.
Несмотря на то, что Монро была почти на 31 год младше его, Хайд бросил третью жену. Он хотел жениться на Монро, но она неоднократно отказывалась от его предложений руки и сердца, говоря, что любит Хайда, но не влюблена в него.

## Смерть и наследие
Хайд умер 18 декабря 1950 года.
После него осталось четверо сыновей — двое от первого брака с Флоренс Харпер (1898—?) и двое от третьего брака с Мозел Крейвенс (1914—2004).
Персонажа Хайда сыграли: Рон Рифкин в фильме «Норма Джин и Мэрилин», Ричард Бейсхарт в телефильме «Мэрилин: Нерассказанная история», Джоэл Грей в телефильме «Мэрилин и я» и Ллойд Бриджес в эпизоде мини-сериала «Мовиола» «Блондинка этого года».
Племянник Хайда, Норман Брокау, тоже стал известным агентом звёзд американского шоу-бизнеса, политики и спорта. К 1991 году возглавил William Morris в должности CEO. Как и дядя, был агентом Монро. Также среди клиентов Брокау были Элвис Пресли, Донна Саммер, Билл Косби, Марк Спитц, Уоррен Битти, Клинт Иствуд и др.